# Metionina sintasa
La enzima metionina sintasa es un componente fundamental de la ruta metabólica de la homocisteína. La metionina sintasa requiere cobalamina como cofactor para metabolizar la homocisteína en metionina.
Existen dos tipo de metionina sintasa: una dependiente de metilcobalamina conocida como MetH y una independiente de metilcobalamina conocida como MetE. Los humanos y la mayoría de los animales solo tienen la enzima MetH mientras que el tipo MetE es encontrado en bacterias y en muy pocos eucariontes. E. coli contiene ambas formas MetH y MetE.

## Clasificación
Esta enzima pertenece a la familia de las transferasas (EC 2.-); más específicamente a las transferasas que transfieren grupos de un carbono (EC 2.1.-), y dentro de estas a las metiltransferasas (EC 2.1.1.-).

## Nomenclatura
El nombre sistemático de esta clase de enzimas es 5-metiltetrahidrofolato:L-homocisteína S-metiltransferasa. Su nombre aceptado es metionina sintasa y otros nombres por los cuales se la puede listar a veces son:
- 5-metiltetrahidrofolato—homocisteína S-metiltransferasa
- 5-metiltetrahidrofolato—homocisteína transmetilasa
- N-metiltetrahidrofolato:L-homocisteína metiltransferasa
- N5-metiltetrahidrofolato metiltransferasa
- N5-metiltetrahidrofolato—homocisteína cobalamina metiltransferasa
- N5-metiltetrahidrofólico—homocisteína vitamina B12 transmetilasa
- B12 N5-metiltetrahidrofolato homocisteína metiltransferasa
- MetH
- Metionina sintasa cobalamina-dependiente
- Metionina sintasa (cobalamina-dependiente)
- Metionina sintetasa
- Metiltetrahidrofolato—homocisteína vitamina B12 metiltransferasa
- Tetrahidrofolato metiltransferasa
- Tetrahidropteroilglutamato metiltransferasa
- Tetrahidropteroilglutámico metiltransferasa
- Vitamina B12 metiltransferasa

## Mecanismo

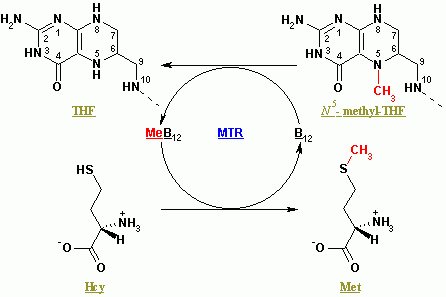
Reacciones catalizadas por MetH.

Ambos tipos de metionina sintasa (MetH y MetE) catalizan la reacción de la homocisteína (Hcy) mediante la transferencia de un grupo metilo proveniente de 5-Metiltetrahidrofolato (metiltetrahidrofolato) para formar metionina y tetrahidrofolato (H4folato).
La metionina sintasa cobalamina-dependiente (MetH) es una proteína modular de gran tamaño que cataliza la transferencia de un grupo metilo desde el 5-metiltetrahidrofolato (CH3-H4folato) a la homocisteína para formar metionina, utilizando cobalamina como un portador de metilo intermedio.
El proceso de reacción de MetH se puede visualizar en dos simples pasos. Primero, el grupo metilo del enlace enzimático metilcobalamina es transferido a la homocisteína para formar metionina y cobalamina(I), luego un grupo metilo es transferido del metiltetrahidrofolato a la cobalamina(I) para regenerar metilcobalamina y formar tetrahidrofolato. Este proceso continua de 100 a 2000 ciclos. Una oxidación accidental del intermediario cobalamina(I) por encuentros ocasionales con moléculas tales como el oxígeno molecular conduce a cobalamina(II) e inactiva a la enzima.

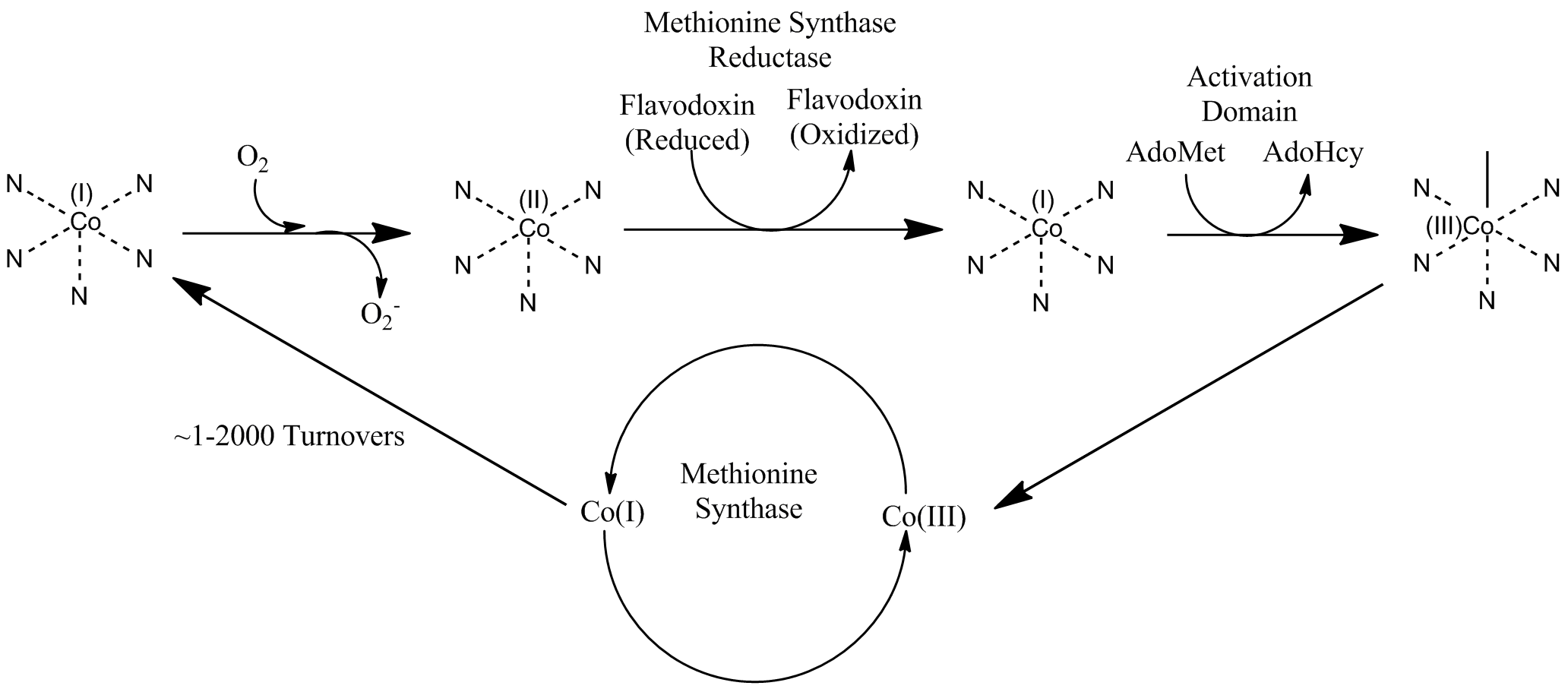
Reactivación de la enzima

No obstante, para la reactivación de la enzima, la cobalamina(II) es reducida por la transferencia de un electrón desde flavodoxina y la cobalamina(I) resultante es metilada por SAM para regenerar la metilcobalamina. En los seres humanos, se considera que el electrón es proporcionado por la metionina sintasa reductasa, una proteína que contiene un dominio con un importante grado de homología con flavodoxina.
MetE cataliza la misma reacción que MetH y es también una metaloenzima de Zn. El Zn2+ en MetE facilita la formación de tiolato tanto en la homocisteína como en MetH. Sin embargo, MetE no requiere cobalamina y no tiene la estructura modular requerida en la reparación de cobalamina(II)-MetH.

## Estructura
Las propiedades bioquímicas de MetH son explicadas por su estructura modular y la dinámica de las interacciones de los módulos. La enzima consiste en cuatro módulos funcionales organizados en forma lineal con conectores de interdominio individuales. Cada una de las tres reacciones de transferencia de metilo se catalizan por un diferente dominio de unión al sustrato. El módulo N-terminal (el dominio Hcy) utiliza un clúster de (Cys)3Zn2+ para unirse y activar la homocisteína, el segundo módulo (el dominio Fol) activa el metiltetrahidrofolato para la transferencia de metilo y el tercer módulo une cobalamina. El cuarto módulo C-terminal se une a S-Adenosilmetionina (SAM) y es requerido para la reactivación reductora.
Existen cuatro estados estructurales para la enzima MetH centrados en el módulo de la cobalamina, dependiendo de sus condiciones de interactuar con uno u otro de sus cuatro miembros posibles. En el primer estado la "tapa" helicoidal cubre el sitio de unión de la cobalamina y deja fuera de rango las interacciones con otros módulos. En el segundo estado, la "tapa" helicoidal es desplazada, el módulo de cobalamina se une al módulo de homocisteína y el módulo Fol y SAM no tienen acceso al sitio de unión de la cobalamina. Este estado produce que la homocisteína este en contacto con la metilcobalamina y permite la transferencia del metilo para formar metionina. En el tercer estado, el módulo de cobalamina se une con el sitio activo al módulo de tetrehidrofolato (módulo Fol), desplazando la tapa helicoidal. La transferencia del metilo de metiltetrahidrofolato a cobalamina(I) se da en este estado. En el cuarto estado, la cobalamina y el módulo SAM interactúan a través de sus sitios activos, el módulo Fol, el módulo Hcy y la tapa helicoidal son desplazados y no tienen acceso al sitio activo de cobalamina. Este estado entra cuando la cobalamina(I) es oxidada a cobalamina(II). En este estado se da la reactivación de la enzima y vuelve al primer estado.

## Función Biológica
El 5-metiltetrahidrofolato es una forma circulante del Ácido fólico en humanos y su conversión a tetrahidrofolato es un importante paso hacia su utilización para la síntesis del ADN.
Un polimorfismo de nucleótido único en el gen de la metionina sintasa ha sido responsable de algunas causas poco frecuentes de homocisteinemia grave, debido a una menor actividad de la metionina sintasa. Curiosamente estos defectos genéticos se agrupan en el sitio de unión a B12 de la enzima.